# Grupo Parpalló
El Grupo Parpalló fue un grupo de artistas formado en Valencia y alrededores de la comunidad en octubre de 1956. Se fundó para, al igual que otros grupos de postguerra, conectar la creación artística valenciana con el panorama internacional después de la interrupción a causa de la guerra civil española. Se disolvió oficialmente en 1961.
Fue el primer foco de introducción del informalismo en la Comunidad Valenciana y pronto consiguió una formulación rigurosa dentro de esta tendencia artística, si bien entre 1960 y 1961 el grupo perdió su conexión como resultado de las diferentes trayectorias artísticas de los miembros entre los que cabe señalar: Vicente Aguilera Cerní, crítico de arte y el único que fue miembro desde la fundación del grupo hasta su disolución, Salvador Soria, Manolo Gil, Monjalés, Eusebio Sempere, Doro Balaguer y Andreu Alfaro.

## Miembros
- Vicente Aguilera Cerni, crítico. Octubre de 1956 - agosto de 1961.
- José Luis Aguirre, escritor. Diciembre de 1957 - abril de 1959.
- Agustín Albalat, pintor. Octubre de 1956 - abril de 1959.
- Andreu Alfaro, escultor. Enero de 1959 - agosto de 1961.
- Doro Balaguer, pintor. Enero de 1959 - agosto de 1961.
- José Marcelo Benedito, pintor. Octubre de 1956 - abril de 1959.
- Vicente Castellano, pintor. Diciembre de 1956 - julio de 1959.
- Juan José Estellés, arquitecto. Julio de 1957 - junio de 1959.
- José Esteve Edo, escultor. Octubre de 1956 - abril de 1959.
- Amadeo Gabino, escultor. Octubre de 1956 - abril de 1957.
- Juan Genovés, pintor. Octubre de 1956 - junio de 1959.
- Manolo Gil, pintor. Octubre de 1956 - agosto de 1957.
- Jacinta Gil Roncalés, pintora. Octubre de 1956 - junio de 1959.
- Antonio Giménez Pericás, crítico. Mayo de 1959 - agosto de 1961.
- Víctor Manuel Gimeno, pintor. Octubre de 1956 - julio de 1957.
- José María de Labra, pintor. Febrero de 1961 - agosto de 1961.
- José Martínez Peris, decorador. Junio de 1957 - agosto de 1961.
- Joaquín Michavila, pintor. Octubre de 1956 - junio de 1959.
- Monjalés (José Soler Vidal), pintor. Diciembre de 1957 - agosto de 1961.
- Salvador Montesa, pintor. Octubre de 1956 - junio de 1959.
- Pablo Navarro, arquitecto. Marzo de 1959 - agosto de 1961.
- Nassio, escultor. Octubre de 1956 - abril de 1959.
- Vicente Pastor Pla, pintor. Octubre de 1956 - abril de 1959.
- Ramón Pérez Esteve, médico. Diciembre de 1957 - julio de 1959.
- Francisco Pérez Pizarro, pintor. Octubre de 1956 - abril de 1959.
- Juan Portolés, periodista. Diciembre de 1957 - junio de 1959.
- Luis Prades Perona, pintor. Octubre de 1956 - abril de 1959.
- Juan de Ribera Berenguer, pintor. Octubre de 1956 - abril de 1959.
- Eusebio Sempere, pintor. Enero de 1959 - agosto de 1961.
- Roberto Soler Boix, arquitecto. Junio de 1957 - junio de 1959.
- Salvador Soria, pintor. Junio de 1957 - junio de 1959.